# Skałka (Gorce)
Skałka (905 m) – szczyt w głównym grzbiecie Gorców, który biegnie od Turbacza poprzez Rozdziele, Obidowiec, Groniki, Stare Wierchy, Jaworzynę, Skałkę, Obidową i Kułakowy Wierch do Przełęczy Sieniawskiej. Grzbietem tym biegnie dział wód między Rabą a Dunajcem oraz znakowany szlak turystyki pieszej i rowerowej. Południowe stoki Skałki należące do miejscowości Obidowa opadają do doliny Lepietnica. Spływa z nich Potok Grzeszów. W północnym kierunku opada ze Skałki płytki grzbiet oddzielający dolinę potoku Gawłów od doliny potoku Polański (obydwa są dopływem Poniczanki).
Skałka to mało wybitne wzniesienie w grzbiecie. Jej szczyt porasta las, stoki południowe, opadające do doliny Lepietnicy są w większości bezleśne. Znajdują się na nich duże łąki i śródpolne zadrzewienia, w których wczesną wiosną zakwitają dzikie czereśnie i tarnina. Ze szlaku turystycznego widoczne są Tatry Wysokie, część Tatr Zachodnich i pobliski kamieniołom w Klikuszowej.
Szlak turystyczny omija wierzchołek Skałki trawersując go lasem po północnej stronie, nad dolinami potoków Gawłów i Polański.

## Szlak turystyczny
parking pod Kułakowym Wierchem – schronisko PTTK na Starych Wierchach. Odległość 5,4 km, suma podejść 200 m, suma zejść 50 m, czas przejścia 1 godz. 30 min, z powrotem 1 godz. 10 min.